# Pasek z Wolicy
Pasek z Wolicy herbu Doliwa (zm. po 1370) – wojewoda poznański.

## Życiorys
Ojcem Paska był Mikołaja z Bożacina, rycerz; w źródłach pojawia się tego imienia cześnik kaliski (1327) i miecznik wielkopolski (1329), ale tożsamość tych postaci nie jest w pełni potwierdzona. Rodzina Paska z Wolicy posiadała dobra w Wielkopolsce (pod Krotoszynem) oraz na Kujawach. Pasek, młodszy syn swego ojca, pojawia się jako rycerz pasowany (miles) w źródłach papieskich w 1348. Po śmierci seniora Doliwów, wojewody kaliskiego Mikołaja Biechowa, został mianowany kasztelanem gnieźnieńskim; wraz ze swoim bratankiem Janem z Lutogniewa stali się podówczas przywódcami rodu Doliwów.
Pojawiał się w otoczeniu króla Kazimierza Wielkiego, gdy ten dokonywał objazdów Wielkopolski. W 1358 w swojej posiadłości Benice otrzymał przywilej lokacyjny miasta na prawie średzkim. W 1360 zastąpił swego przeciwnika, Macieja Borkowica, na stanowisku wojewody poznańskiego. W tym charakterze występował w zgromadzeniu możnowładców w Poznaniu, na którym, przy udziale króla i arcybiskupa Jarosława z Bogorii i Skotnik, ustalono nowe i kompromisowe zasady płacenia dziesięciny w diecezji gnieźnieńskiej.
Urząd wojewody pełnił 10 lat, i jest w tym czasie bardzo często wspominany w dokumentach królewskich, starosty i sędziów wielkopolskich. W 1367 został wybrany do sądu rozjemczego wraz z wojewodą kaliskim oraz kasztelanami: gnieźnieńskim i kamieńskim. Sąd ten miał zająć się sporem o granice diecezji gnieźnieńskiej i poznańskiej.
Pasek ustąpił z urzędu wojewody między 13 czerwca 1370 a 7 grudnia 1371; prawdopodobną przyczyną była starość, rolę mogła odegrać też śmierć króla Kazimierza, który był mu bliski. Jego następcą na stanowisku był jego bratanek Wincenty z Krępy. Znana jest data dzienna śmierci Paska - 13 kwietnia; według nekrologu lędzkiego najwcześniejszym możliwym rokiem jest 1371.

## Życie prywatne
Był synem rycerza, Mikołaja z Bożacina. Pasek pozostawił po sobie dwóch, znanych ze źródeł, synów. Janusz od 1348 był kanonikiem gnieźnieńskim, a od 1360 kantorem. Wysłany przez kapitułę do Awinionu w 1373, zmarł tam podczas zarazy. Mikołaj był podkomorzym kaliskim, jego pieczęć z herbem Doliwa występuje przy aktach konfederacji „ziemian” z lat 1382 i 1383.